# Джованні I Санудо
Джованні I Санудо (італ. Giovanni I Sanudo; д/н — 1362) — 6-й герцог Архіпелагу (Наксосу) в 1341—1362 роках.

## Життєпис
Походив з венеційського патриціанського роду Санудо. Другий син Гульєльмо I, герцога Архіпелагу. Про молоді роки обмаль відомостей. У 1341 році спадковував старшому братові — герцогу Нікколо I. Вже невдовзі підтримав Іоанна V Палеолога у війні за трон проти Іоанна VI Кантакузина. У відповідь союзник останнього Умур, емір Айдину, 1344 року напав на о. Наксос, спалив порт і виноградники, і захопив у полон 6 тис. мешканців.
В 1349 році Джованні далле Карчері, тріарх Негропонте, запропонував продати герцогу частину своїх володінь. Почалися переговори, які завершилися одруженням далле Карчері на доньці герцога.
У 1350 році під час нової війни між Венецією і Генуєю підтримав першу. Особисто брав участь у боях, зокрема в облозі чорноморських портів Галата і Кафа. У 1351 році генуезькі галери атакували Наксос і захопили Джованні I в полон разом з усією родиною. Провів три роки в ув'язненні, звільнений після укладення Міланського мирного договору між Венецією і Генуєю. В цей час 1352 року заклав о.Мілос синам венеційського дожа Андреа Дандоло до повернення позики в 805 золотих дукатів.
Помер Джованні I Санудо 1362 року. Йому спадкувала донька Флоренца.